# جغرافیای نیوزیلند
نیوزیلند یک کشور جزیره‌ای است که در جنوب غربی اقیانوس آرام و در نزدیکی مرکز نیم‌کره آب واقع شده‌است. این کشور از تعداد زیادی جزیره تشکیل شده‌است که تعداد آن‌ها حدود ۶۰۰ جزیره تخمین زده می‌شود و عمدتاً بقایای توده‌ای از زمین بزرگتر هستند که در حال حاضر به زیر دریا فرورفته است.
دو جزیره اصلی از نظر اندازه جزیره شمالی و جزیره جنوبی هستند که توسط تنگه کوک از هم جدا شده‌اند. سومین جزیره بزرگ جزیره استوارت است که در فاصله ۳۰ کیلومتری از نوک جزیره جنوبی در کنار تنگه فووو قرار دارد. سه جزیره بزرگ این کشور ۱٫۵۰۰ کیلومتر بین عرض‌های جغرافیایی ۳۴ تا ۴۷ جنوبی امتداد دارند.
نیوزیلند با مساحت ۲۶۷٬۷۱۰ کیلومتر مربع ششمین کشور جزیره‌ای بزرگ جهان است. اراضی نیوزیلند از آب‌دره‌های دریایی جنوب غربی تا سواحل شنی شمال غربی تنوع زیادی دارد. جزیره جنوبی تحت سلطه کوه‌های آلپ جنوبی است در حالی که یک فلات آتشفشانی بخش اعظم ناحیه مرکزی جزیره شمالی را در بر می‌گیرد. دمای هوا به ندرت از ۰ درجه سانتی‌گراد پایین می‌آید یا از ۳۰ درجه سانتی‌گراد بالاتر می‌رود و وضعیت هوایی در ساحل غربی جزیره جنوبی سرد و مرطوب. در فاصله کمی از آن، در آن‌سوی کوه‌ها، هوا خشک و قاره‌ای است. اقلیم نواحی شمالی جزیره شمالی نیمه‌گرمسیری است.
حدود دو سوم زمین‌های نیوزیلند از نظر اقتصادی مفید و مابقی آن کوهستانی است. اکثریت قریب به اتفاق جمعیت نیوزیلند در دو جزیره بزرگ اصلی شمالی و جنوبی زندگی می‌کنند. بزرگترین منطقه شهری آکلند، در شمال جزیره شمالی است. این کشور در حدود ۲۰۰۰ کیلومتر در جنوب شرق استرالیا در آن‌سوی دریای تاسمان واقع شده‌است ، نزدیکترین همسایگان نیوزیلند از سوی شمال عبارتند از کالدونیای جدید، تونگا و فیجی. نیوزیلند جنوبی‌ترین کشور اقیانوسیه است. نزدیکی نسبی نیوزلند به قطب جنوب، این جزیره جنوبی را به عنوان دروازه‌ای برای سفرهای علمی به قاره جنوبگان تبدیل کرده‌است.

## جغرافیای طبیعی
نیوزیلند در اقیانوس آرام جنوبی در مدار ۴۱ درجه جنوبی و ۱۷۴ درجه شرقی، واقع شده‌است. این کشور طولانی و باریک است و ۱٫۶۰۰ کیلومتر در امتداد محور شمال-شمال شرق خود با حداکثر عرض ۴۰۰ کیلومتر امتداد دارد. مساحت آن ۲۶۷٬۷۱۰ کیلومتر مربع است که آن را به ششمین کشور جزیره‌ای بزرگ تبدیل می‌کند. 

حدود ۶۰۰ جزیره نیوزیلند به این کشور ۱۵٫۱۳۴ کیلومتر خط ساحلی و منابع دریایی گسترده بخشیده‌اند. نیوزیلند نهمین منطقه بزرگ ویژه اقتصادی در جهان را داراست، با مساحت ۴٬۰۸۳٬۷۴۴ کیلومتر مربع که بیش از ۱۵ برابر مساحت خود کشور است. 
جزیره جنوبی بزرگترین توده سرزمین نیوزیلند و دوازدهمین جزیره بزرگ جهان است. این جزیره در امتداد طول خود توسط کوه‌های آلپ جنوبی تقسیم شده‌است. در سمت شرقی این جزیره دشت‌های کانتربری واقع شده در حالی که ساحل غربی به داشتن سواحل خشن، بارندگی زیاد، تراکم بسیار زیاد بوته‌های بومی و یخچال‌های طبیعی مشهور است. 
جزیره شمالی دومین جزیره بزرگ و چهاردهمین جزیره بزرگ جهان است. این جزیره با تنگه کوک از جزیره جنوبی جدا شده و کمترین فاصله این دو با هم ۲۳ کیلومتر است. جزیره شمالی نسبت به جزیره جنوبی کوهستان کمتری دارد، اگرچه یک زنجیره از رشته‌کوه‌های باریک کمربندی در سمت شمال به شرق در آن تشکیل می‌دهد که تا ۱۷۰۰ متر ارتفاع می‌گیرد. بخش اعظم جنگل بازمانده در کشور در این کمربند و سایر مناطق کوهستانی و تپه‌ماهورها قرار دارد. 
جزیره شمالی دارای قله‌های آتشفشانی زیادی است و بزرگترین دریاچه نیوزلند (دریاچه تاپو) را هم در خود جای داده. علاوه بر جزایر شمالی و جنوبی، پنج جزیره بزرگ مسکونی نیوزیلند عبارتند از جزیره استوارت (در ۳۰ کیلومتری جنوب جزیره جنوبی)، جزیره چتم (حدود ۸۰۰ کیلومتری شرق جزیره جنوبی)، جزیره گریت بریر (در خلیج هوراکی)، جزیره دورویل (در آبراهه مارلبورو) و جزیره وایهیکی (حدود ۲۲ کیلومتری مرکز اوکلند). 

## جغرافیای انسانی

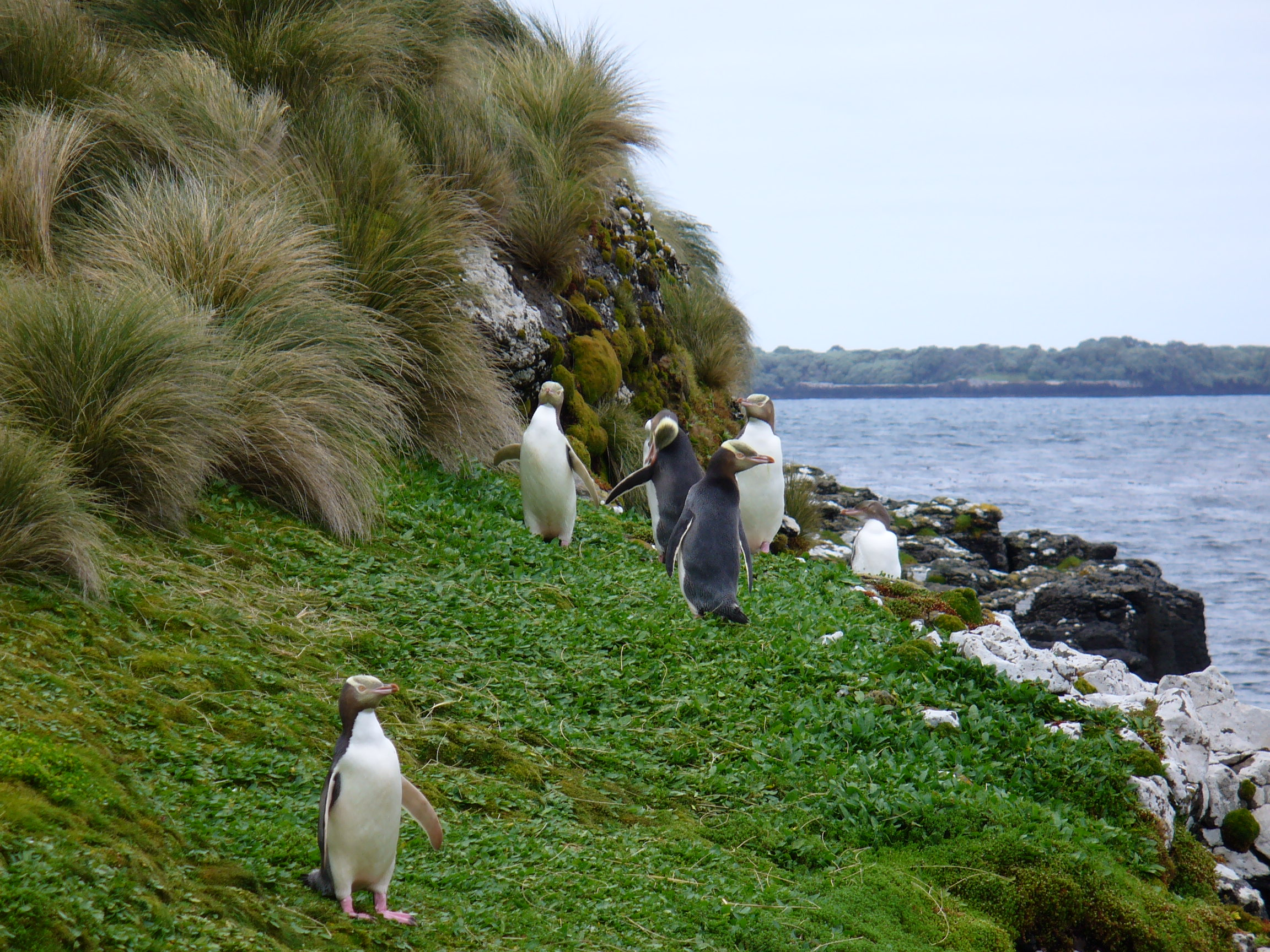
جغرافیای نیوزیلند

جزیره جنوبی کمی کمتر از یک چهارم جمعیت کشور را شامل می‌شود. بیش از سه چهارم جمعیت نیوزلند در جزیره شمالی زندگی می‌کنند و یک سوم از کل جمعیت ساکن منطقه آوکلند است. اوکلند که ۴۶ درصد از کل رشد جمعیت نیوزیلند را به خود اختصاص داده همچنین سریع‌ترین منطقه در حال رشد است.
اکثر مردم بومی مائوری (۸۷ درصدشان) در جزیره شمالی زندگی می‌کنند. اندکی کمتر از یک چهارم (۲۴ درصد) مائوری‌ها در آوکلند زندگی می‌کنند.
نیوزیلند کشوری است عمدتاً شهرنشین که ۸۷٫۲ درصد از مردم آن در یک منطقه شهری زندگی می‌کنند. حدود ۷۳٫۷ درصد از جمعیت در ۱۷ منطقه اصلی شهری (جمعیت ۳۰٬۰۰۰ نفر یا بیشتر) زندگی می‌کنند و ۵۴٫۴ درصد در چهار شهر بزرگ آوکلند، کرایست‌چرچ، ولینگتون و هامیلتون ساکنند. تراکم جمعیت نیوزلند در حدود ۱۸ نفر در هر کیلومتر مربع و از پایین‌ترین‌ها در جهان است.
رایج‌ترین زبان در کشور، انگلیسی (۸۹٫۸ درصد) است که در نیوزیلند گویش‌ها و لهجه‌های گوناگونی دارد. زبان مائوری که ۳٫۵ درصد از مردم کشور به آن سخن می‌گویند در نورثلند، گیزبرن و خلیج پلنتی که جمعیت زیادی از مائوری‌ها دارد صحبت می‌شود. زبان مائوری گویش‌های متعددی دارد که برجسته‌ترین تقسیم میان آن‌ها بین قبایل شمالی و جنوبی است.
طیف گسترده‌ای از زبان‌های دیگر تقریباً ۶ درصد باقی مانده از زبان‌های رایج در نیوزیلند را تشکیل می‌دهند. زبان‌های ساموآیی، هندی، فرانسوی و گویش‌های گوناگون چینی رایج‌ترین آن‌هاست. زبان‌های اقلیت‌های خارجی در شهرهای اصلی، به ویژه در آوکلند که گروه‌های مهاجرتی اخیر در آن ساکن شده‌اند متمرکزند.

## آب‌وهوا
مهم‌ترین عواملی که بر آب و هوای نیوزیلند تأثیر می‌گذارند عبارتند از عرض جغرافیایی معتدله؛ وزش بادهای غالب از غرب؛ محیط اقیانوسی؛ و کوه‌ها، به ویژه کوه‌های آلپ جنوبی. آب و هوا عمدتاً معتدل است با متوسط دمای ۸ درجه سانتی‌گراد در جزیره جنوبی تا ۱۶ درجه سانتی‌گراد در جزیره شمالی. ژانویه و فوریه گرم‌ترین ماه‌هال سال و ژوئیه سردترین ماه سال است. 
در نیوزیلند، جدا از اوتاگوی مرکزی، دامنه تفاوت‌های منطقه‌ای دما چندان بزرگ نیست، اما هوا می‌تواند به سرعت و به‌طور غیرمنتظره تغییر کند. در نورثلند شرایط نیمه‌گرمسیری تجربه شده‌است. 
اکثر مناطق پست و مسکونی کشور بین ۶۰۰ تا ۱۶۰۰ میلی‌متر بارندگی دارند که بیشترین میزان بارندگی در سواحل غربی جزیره جنوبی و کمترین آن در ساحل شرقی جزیره جنوبی و حوضه‌های داخلی، عمدتاً در دشت‌های کانتربری و حوضه مرکزی اوتاگوی مرکزی (حدود ۳۵۰ میلی‌متر) است. کرایست‌چرچ خشک‌ترین شهر نیوزیلند است و حدود ۶۴۰ میلی‌متر بارش دارد، در حالی که همیلتون مرطوب‌ترین است و بیش از دو برابر آن، یعنی ۱۱۳۲ میلی‌متر باران دریافت می‌کند. بارش در اوکلند کمی کمتر از این عدد است. مرطوب‌ترین منطقه کشور ناحیه ناهموار فیوردلند، در جنوب غربی جزیره جنوبی است که بین ۵۰۰۰ تا ۸۰۰۰ میلی‌متر باران دارد. در دره‌های جداافتاده این ناحیه بارش به ۱۵۰۰۰ میلی‌متر می‌رسد که از پرباران‌ترین محل‌ها در جهان به‌شمار می‌آیند.
شاخص فرابنفش می‌تواند در گرم‌ترین روزهای سال در شمال جزیره شمالی بسیار بالا و شدید باشد. این تا حدودی به دلیل آلودگی نسبتاً کم هوا در کشور در مقایسه با بسیاری از کشورهای دیگر و ساعات آفتاب زیاد است. نیوزیلند ساعات آفتابی بسیار زیادی دارد که بیشتر مناطق آن سالانه بیش از ۲۰۰۰ ساعت آفتاب دریافت می‌کنند. آفتابی‌ترین مناطق نلسون/مارلبورو و خلیج پلنتی (خلیج فراوانی) با ۲۴۰۰ ساعت آفتاب در سال هستند.

## زمین‌شناسی
نیوزیلند بخشی از زیلندیا است، یک ریزقاره تقریباً نصف استرالیا که پس از جدا شدن از ابرقاره گوندوانا، به تدریج به زیر آب فرورفت. زیلندیا تا مسافت قابل توجهی در شرق به اقیانوس آرام و در جنوب به سمت قطب جنوب امتداد دارد. همچنین در شمال غربی به سمت استرالیا امتداد می‌یابد. این قاره غرق‌شده دارای ارتفاعات توپوگرافی است که گاهی جزایری را تشکیل می‌دهند. برخی از این جزایر مانند جزایر اصلی (شمالی و جنوبی)، جزیره استوارت، کالدونیای جدید و جزایر چتم، مسکونی هستند. سایر جزایر کوچکتر پناهگاه‌های زیست‌محیطی با دسترسی کنترل‌شده دقیق هستند.

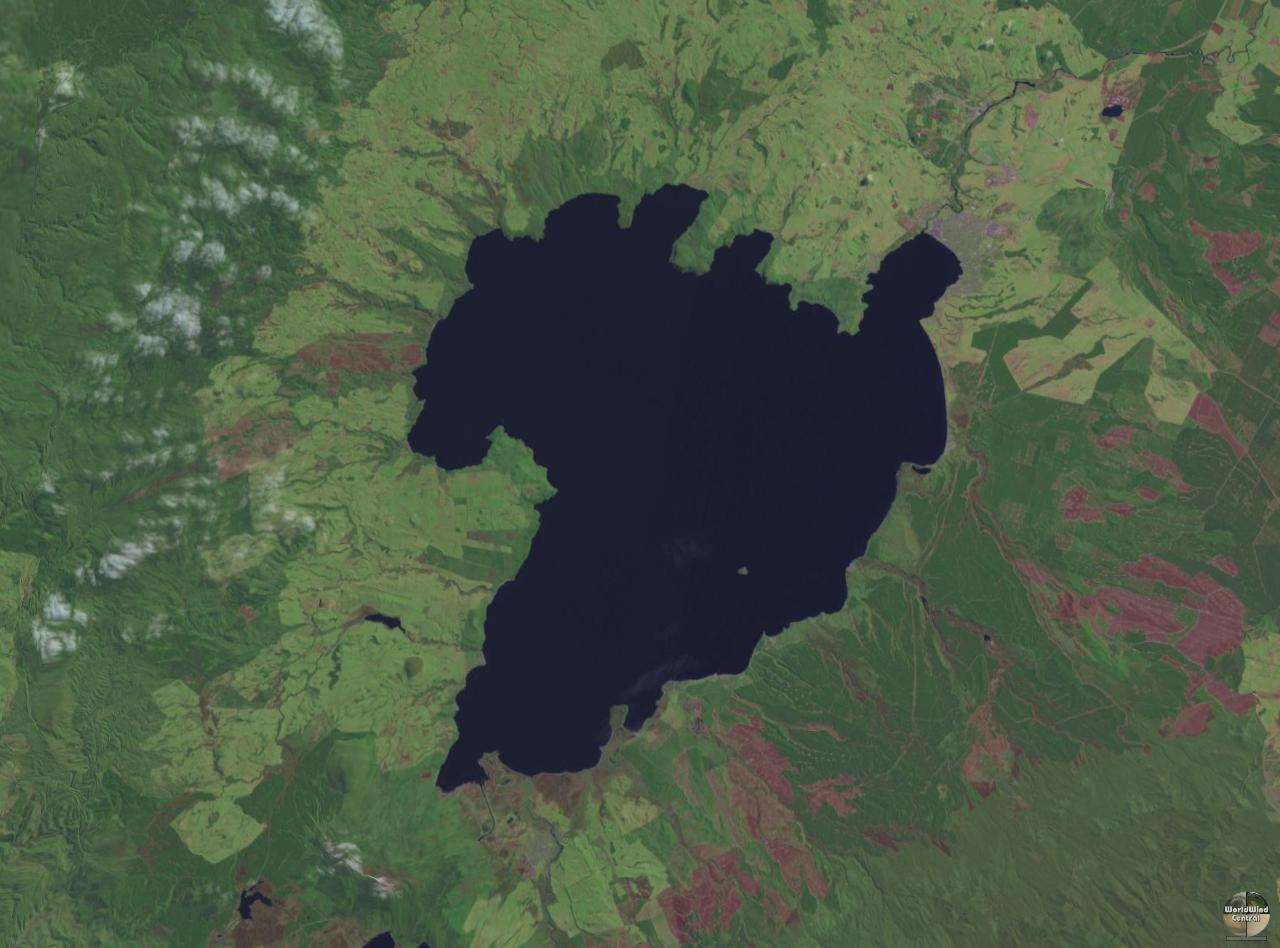
خلیج‌های کنگره‌دار در سواحل شمالی و غربی دریاچه تاوپو نمونه‌ای از حاشیه‌های دهانه‌های آتشفشانی بزرگ هستند. کاسه‌های آتشفشانی که آن‌ها را احاطه کرده‌اند در طول فوران بزرگ اروآنوئی شکل گرفته است.

توده خشکی نیوزیلند به دلیل ترافشارش زمین‌ساختی بین صفحات هند-استرالیا و اقیانوس آرام (این دو صفحه در حال ساییده شدن به یکدیگر هستند و یکی بر روی دیگری می‌لغزد) بالا آمده است. این عامل زمین لرزه‌های متعدد نیوزیلند است.
در شرق جزیره شمالی، صفحه اقیانوس آرام به زیر صفحه هند-استرالیا فرومی‌رود. در نتیجه، جزیره شمالی نیوزیلند آتشفشان‌های پشت قوسی گسترده‌ای دارد. آتشفشان‌های بزرگ زیادی با فوران‌های نسبتاً مکرر وجود دارند. همچنین چندین کاسه آتشفشانی بسیار بزرگ وجود دارد که آشکارترین آنها دریاچه تاپو را تشکیل می‌دهد. تاپو سابقه فوران‌های فوق‌العاده قدرتمندی را دارد، با فوران اُروآنوئی تقریباً ۲۶۵۰۰ سال پیش که ۱۱۷۰ کیلومتر مکعب مواد را به بیرون پرتاب کرد و باعث فروپاشی چند صد کیلومتر مربع به سمت پایین برای تشکیل دریاچه شد. جدیدترین فوران در حدود سال ۱۸۰ پس از میلاد رخ داد و حداقل ۱۰۰ کیلومتر مکعب مواد را به بیرون پرتاب کرد، و با آسمان‌های قرمز دیده شده در آن زمان در امپراتوری روم و دودمان هان مرتبط است. انرژی زمین‌گرمایی مرتبط با این منطقه آتشفشانی در نیروگاه‌های زمین‌گرمایی متعددی استفاده می‌شود. برخی از مکان‌های آتشفشانی نیز مقاصد گردشگری معروفی هستند، مانند آبفشان‌های روتوروا.
در جزیره جنوبی نیوزیلند، جهت فرورانش برعکس می‌شود و صفحه هند-استرالیا به زیر صفحه اقیانوس آرام می‌لغزد. این تغییر جهت در بالای جزیره جنوبی رخ می‌دهد و باعث بالا آمدن زمین و ایجاد گسل‌های فعال زیادی می‌شود. زمین‌لرزه‌های بزرگ در این منطقه بسیار شایع هستند. قوی‌ترین زمین‌لرزه در تاریخ اخیر، زمین‌لرزه وایرراپا با بزرگی ۸٫۳ ریشتر در سال ۱۸۵۵ رخ داد که باعث بالا آمدن بیش از ۶ متر زمین در برخی نقاط و ایجاد سونامی محلی شد. خوشبختانه به دلیل کم جمعیت بودن منطقه، تلفات جانی کمی به همراه داشت. در سال ۲۰۱۳، زمین‌لرزه سدون با بزرگی ۶٫۵ ریشتر این منطقه را لرزاند، اما خسارت کمی به بار آورد و هیچ مصدومی نداشت. شهر ولینگتون، پایتخت نیوزیلند، در مرکز این منطقه قرار دارد.
فرورانش صفحه هند-استرالیا باعث بالا آمدن سریع زمین در مرکز جزیره جنوبی (حدود ۱۰ میلی‌متر در سال) می‌شود. این بالا آمدن، کوه‌های آلپ جنوبی را تشکیل می‌دهد که تقریباً جزیره را به دو قسمت تقسیم می‌کنند: یک نوار باریک و مرطوب در غرب و دشت‌های وسیع و خشک در شرق. بارندگی ناشی از این کوه‌ها، تولید برق آبی در بیشتر نقاط نیوزیلند را امکان‌پذیر می‌کند. بخش قابل توجهی از حرکت بین دو صفحه توسط لغزش جانبی صفحه هند-استرالیا به سمت شمال نسبت به صفحه اقیانوس آرام ایجاد می‌شود. مرز این صفحات، گسل آلپ با طول تقریباً ۸۰۰ کیلومتر را تشکیل می‌دهد. تخمین زده می‌شود که این گسل هر ۳۳۰ سال یک بار می‌شکند و آخرین بار در سال ۱۷۱۷ در امتداد ۴۰۰ کیلومتر از طول آن شکسته است. این گسل مستقیماً از زیر بسیاری از سکونتگاه‌های ساحل غربی جزیره جنوبی می‌گذرد و لرزش ناشی از شکستگی آن احتمالاً بر بسیاری از شهرها و روستاهای سراسر کشور تأثیر می‌گذارد.
بالاآمدگی سریع و میزان بالای فرسایش در کوه‌های آلپ جنوبی، ترکیب شده و منجر به نمایان شدن سنگ‌های شیست سبز با درجه بالا به آمفیبولیت، از جمله سنگ قیمتی پونامو، شده است. زمین‌شناسان با بازدید از ساحل غربی می‌توانند به راحتی به سنگ‌های دگرگونی با درجه بالا و میلونیت‌های مرتبط با گسل آلپ دسترسی پیدا کنند و در مکان‌های خاصی می‌توانند در رد گسل یک مرز فعال صفحات بایستند. جزیره جنوبی همچنین دارای دو میدان طلای اصلی در اوتاگو و ساحل غربی است.

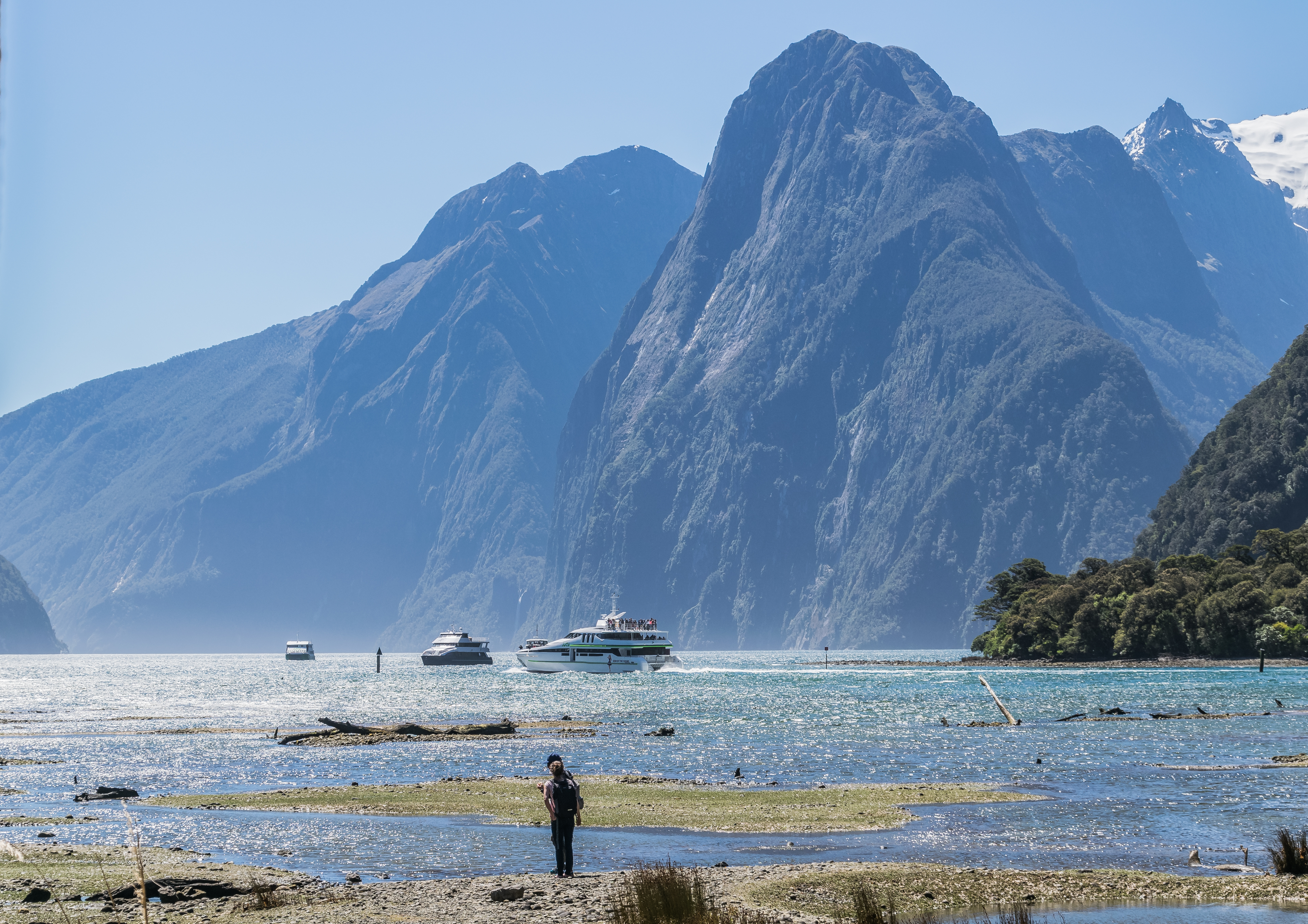
فیوردلند تحت سلطه دره‌های شیب‌دار و تراشیده شده توسط یخچال‌های طبیعی است.

در جنوب نیوزیلند، صفحه هند-استرالیا به زیر صفحه اقیانوس آرام فرومی‌رود و این منجر به آتشفشان‌خیزی حوضه پشت‌کمانی می‌شود. جوان‌ترین آتشفشان‌خیزی (از نظر زمین‌شناسی) در جزیره جنوبی در این منطقه رخ داده است و جزایر سولاندر را تشکیل داده است (کمتر از ۲ میلیون سال قدمت). این منطقه تحت سلطه فیوردلند ناهموار و نسبتاً دست‌نخورده است، منطقه‌ای از دره‌های پرآب و تراشیده شده توسط یخچال‌های طبیعی با سکونتگاه‌های انسانی کم.

## کوه‌ها، آتشفشان‌ها و یخچال‌ها

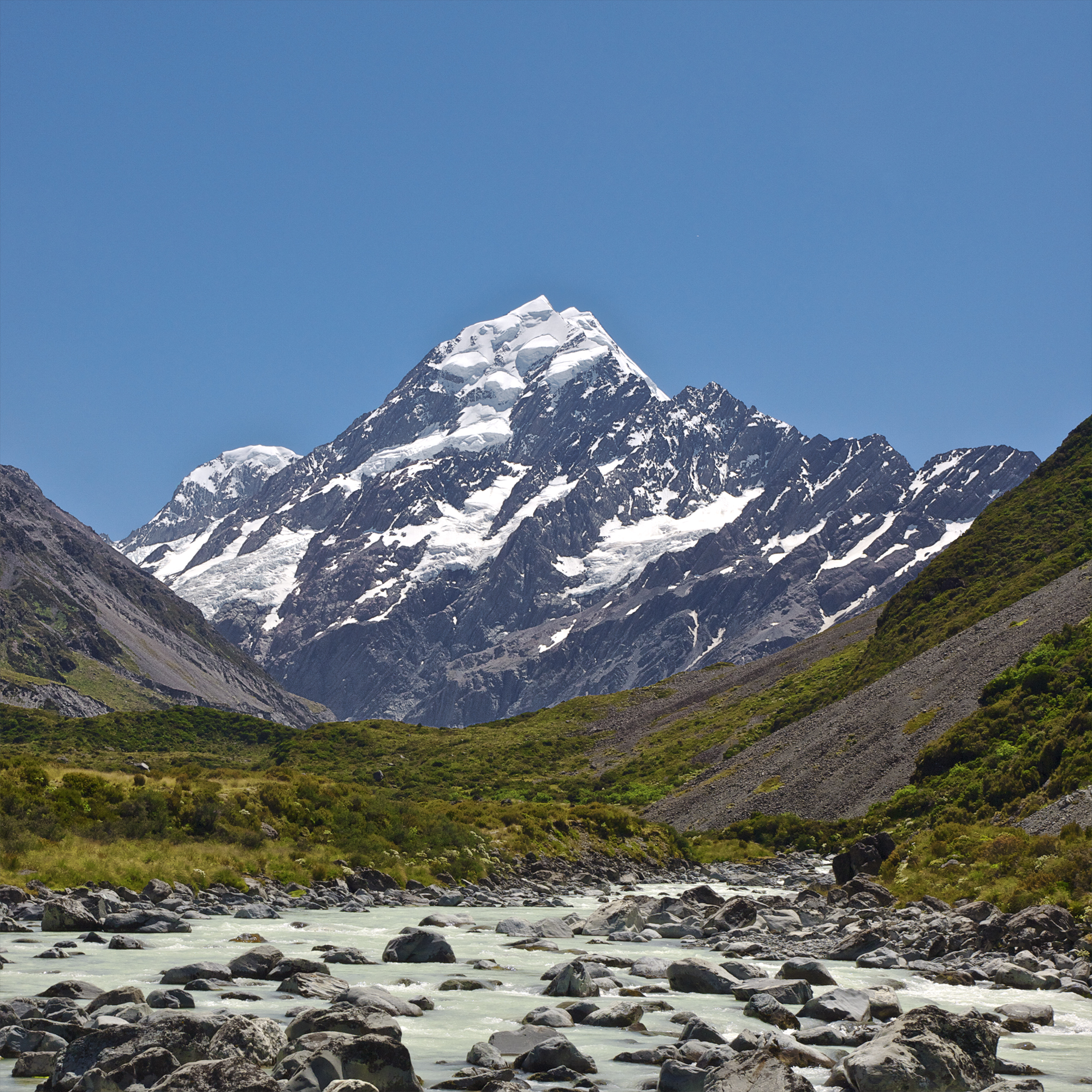
کوه کوک، آن‌طور که از دره هوکر دیده می‌شود

جزیره جنوبی بسیار کوهستانی‌تر از جزیره شمالی است، اما فعالیت‌های آتشفشانی کمتری را نشان می‌دهد. ۱۸ قله با ارتفاع بیش از ۳۰۰۰ متر در آلپ جنوبی وجود دارد که به طول ۵۰۰ کیلومتر در جزیره جنوبی امتداد دارند. نزدیک‌ترین کوه‌هایی که از نظر ارتفاع از آن فراتر می‌روند در استرالیا یافت نمی‌شوند، بلکه در گینه نو و قطب جنوب هستند. آلپ جنوبی علاوه بر قله‌های مرتفع، شامل یخچال‌های طبیعی عظیمی مانند یخچال طبیعی فرانتس یوزف و یخچال طبیعی فاکس نیز می‌شود. مرتفع‌ترین کوه این کشور کوه کوک است. ارتفاع آن از سال ۲۰۱۴ به دلیل رانش زمین و فرسایش بعدی به ۳۷۲۴ متر (کاهش از ۳۷۶۴ متر قبل از دسامبر ۱۹۹۱) کاهش یافته است. دومین قله بلند کوه تاسمان با ارتفاع ۳۴۹۷ متر است.
فلات آتشفشانی جزیره شمالی، بخش عمده‌ای از مرکز این جزیره را با آتشفشان‌ها، فلات‌های آتشفشانی و دریاچه‌های دهانه آتشفشانی می‌پوشاند. سه آتشفشان بلند این منطقه عبارتند از: کوه روپهو (۲۷۹۷ متر)، کوه تاراناکی (۲۵۱۸ متر) و کوه کوه نائاراهو (۲۲۸۷ متر). فوران‌های بزرگ روپهو به‌طور تاریخی تقریباً هر ۵۰ سال یکبار، در سال‌های ۱۸۹۵، ۱۹۴۵ و ۱۹۹۵–۱۹۹۶ رخ داده‌اند. فوران کوه تاراورا در سال ۱۸۸۶ که در نزدیکی روتوروا واقع شده است، بزرگ‌ترین و مرگبارترین فوران نیوزیلند در ۲۰۰ سال گذشته بوده و بیش از ۱۰۰ نفر را کشته است. زنجیره کوهستانی دیگری از ولینگتون تا دماغه شرقی در جزیره شمالی کشیده شده است. این رشته‌کوه‌ها شامل تاراروا و کایماناوا می‌شوند.
دامنه‌های پایین‌تر کوه‌ها پوشیده از جنگل‌های بومی است. در ارتفاعات بالاتر، بوته‌ها و سپس چمنزارهای علفی دیده می‌شوند. توندرای کوهستانی شامل گیاهان بالشتکی و گیاهان علفی است؛ بسیاری از این گیاهان گل‌های سفید و زرد دارند.

## غارها
شبکه‌های غاری نیوزیلند سه منشأ اصلی دارند: هوازدگی شیمیایی سنگ آهک توسط آب (کارست)، غارهای گدازه‌ای و فرسایش توسط امواج (غارهای دریایی). بنابراین، توزیع سنگ آهک، سنگ مرمر (سنگ آهک دگرگون‌شده) و آتشفشان‌ها، محل غارها را در داخل نیوزیلند تعیین می‌کند. مناطق اصلی توپوگرافی کارست، منطقه وایتومو و تپه تاکاکا در منطقه تایمان هستند. سایر مکان‌های قابل توجه در ساحل غربی، خلیج هاوکی و فیوردلند هستند.
غارهای گدازه‌ای (دالان‌های گدازه) معمولاً در جریان‌های گدازه تشکیل می‌شوند که گران‌روی کمتری دارند و به‌طور معمول از بازالت تشکیل می‌شوند. هنگامی که فورانی رخ می‌دهد، لایه بیرونی جریان گدازه سخت می‌شود، در حالی که قسمت داخلی مایع باقی می‌ماند. گدازه مایع به بیرون جریان می‌یابد زیرا توسط پوسته سخت شده در بالا عایق شده است. این غارها در مناطقی یافت می‌شوند که آتشفشان‌های بازالتی نسبتاً جدیدی در نیوزیلند وجود دارد، مانند میدان آتشفشانی اوکلند، به‌ویژه در رانگیتوتو، کوه ایدن و ماتوکوتورورو.
توزیع غارهای دریایی پراکنده‌تر است و محل و جهت‌گیری آنها توسط ضعف در سنگ زیرین کنترل می‌شود. از آنجایی که شبکه‌های غاری هزاران سال طول می‌کشد تا توسعه یابند، اکنون می‌توانند از آبی که آنها را تشکیل داده است، چه از طریق تغییر در سطح دریا یا جریان آب‌های زیرزمینی، جدا شوند. اگر با رشد یک غار، در جایی دیگر به سطح زمین برسد، به یک طاق طبیعی تبدیل می‌شود، مانند طاق‌های حوضه اوپارارا در نزدیکی کارامئا.

## رودخانه‌ها و دریاچه‌ها
نسبت مساحت نیوزیلند (به استثنای مصب‌ها) که توسط رودخانه‌ها، دریاچه‌ها و برکه‌ها پوشیده شده است، بر اساس ارقام پایگاه داده پوشش زمین نیوزیلند، ۱٫۶٪ است. اگر آب‌های آزاد مصب، جنگل‌های حرا و پوشش گیاهی نمکی علفی را در نظر بگیریم، این رقم ۲٫۲٪ می‌شود.
مناطق کوهستانی جزیره شمالی توسط رودخانه‌های زیادی بریده شده‌اند که بسیاری از آن‌ها خروشان و غیرقابل کشتیرانی هستند. شرق جزیره جنوبی با رودخانه‌های شریانی پهن مانند وایراو، وایماکاریری و رانگیتاتا مشخص می‌شود. این رودخانه‌ها که از یخچال‌های طبیعی سرچشمه می‌گیرند، در دشت‌های شنی به چندین شاخه تقسیم می‌شوند. طول کل رودخانه‌های کشور بیش از ۱۸۰۰۰۰ کیلومتر (۱۱۰۰۰۰ مایل) است. رودخانه وایکاتو که از جزیره شمالی می‌گذرد، با طول ۴۲۵ کیلومتر (۲۶۴ مایل) طولانی‌ترین رودخانه است. رودخانه‌های نیوزیلند دارای صدها آبشار هستند. پربازدیدترین مجموعه آبشارها، آبشار هوکا است که دریاچه تاپو را تخلیه می‌کند.
دریاچه تاپو که در نزدیکی مرکز جزیره شمالی قرار دارد، بزرگ‌ترین دریاچه از نظر مساحت سطحی در کشور است. این دریاچه در یک کاسه آتشفشانی ایجاد شده توسط فوران اُروآنوئی قرار دارد که بزرگ‌ترین فوران در جهان در ۷۰۰۰۰ سال گذشته است. ۳۸۲۰ دریاچه با مساحت سطحی بزرگتر از یک هکتار وجود دارد. بسیاری از دریاچه‌ها به عنوان مخازن برای پروژه‌های برق آبی استفاده شده‌اند.

## تالاب‌های ساحلی
تالاب‌ها بیشترین تمرکز حیات وحش را در بین هر زیستگاه دیگری پشتیبانی می‌کنند. نیوزیلند دارای شش سایت به مساحت تقریباً ۵۵۱ کیلومتر مربع (۲۱۳ مایل مربع) است که در فهرست تالاب‌های با اهمیت بین‌المللی (سایت‌های رامسر) گنجانده شده‌اند، از جمله تالاب وانگامارینو.
یک تجزیه و تحلیل سنجش از دور جهانی اخیر نشان داد که ۱۱۹۱ کیلومتر مربع (۴۶۰ مایل مربع) پهنه گلی در نیوزیلند وجود دارد که آن را به ۲۹مین کشور از نظر مساحت پهنه گلی تبدیل می‌کند.

## جغرافیای کشاورزی

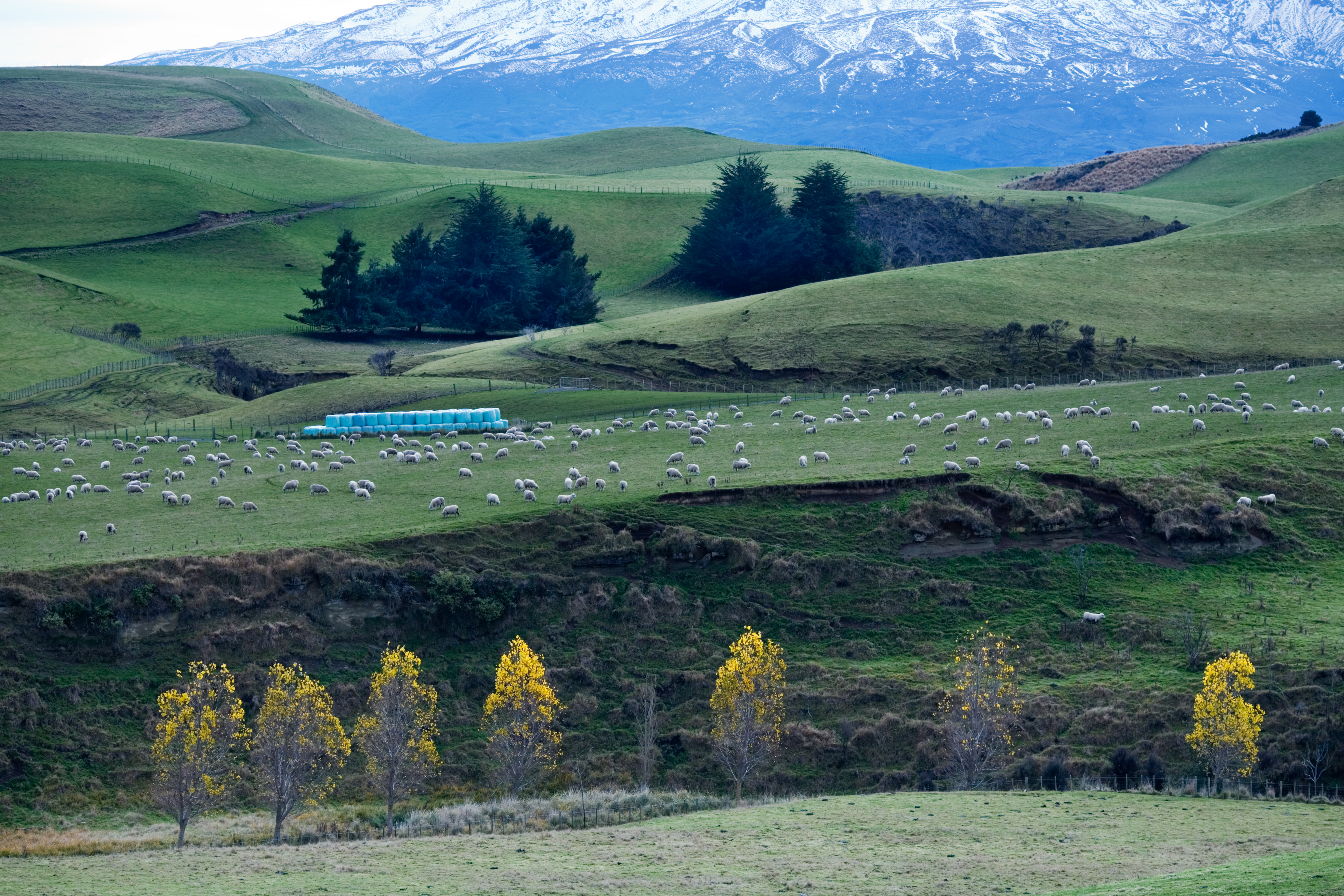
چشم‌انداز روستایی در نزدیکی روآپِهو

تنها بخش کوچکی از زمین‌های نیوزیلند برای کشاورزی مناسب است. این کشور به عنوان بزرگ‌ترین صادرکننده گوسفند در جهان، بیشتر بر دامداری، به ویژه تولید لبنیات و گوشت گاو و گوسفند، تمرکز دارد. علاوه بر این، ماهیگیری و باغداری (به ویژه کیوی، هلو و شلیل) نیز از فعالیت‌های مهم کشاورزی در این کشور هستند. فاصله نیوزیلند از بازارهای جهانی و تنوع آب و هوایی، ارتفاع و کیفیت خاک در مناطق مختلف، بر جغرافیای کشاورزی این کشور تأثیر گذاشته است.
از سال ۲۰۰۷، حدود ۵۵ درصد از زمین‌های نیوزیلند به کشاورزی اختصاص داشته است. بیشتر این زمین‌ها به دامداری اختصاص دارد. با این حال، مساحت زمین‌های کشاورزی از سال ۲۰۰۲ کاهش یافته است.
موقعیت دورافتاده نیوزیلند باعث شده تا آفات کمتری به محصولات کشاورزی این کشور آسیب بزنند، اما در عین حال، این کشور در برابر بیماری‌ها و آفات جدید آسیب‌پذیرتر است. یکی از نگرانی‌های عمده کشاورزان، افزایش سریع جمعیت خرگوش‌های وحشی است که از دهه ۱۹۳۰ به این کشور وارد شده‌اند. این خرگوش‌ها به زمین‌های کشاورزی آسیب می‌زنند، علف‌ها و محصولات را می‌خورند و باعث فرسایش خاک می‌شوند. برای کنترل این آفت، در سال ۱۹۹۷ یک ویروس کشنده خرگوش به‌طور غیرقانونی در نیوزیلند منتشر شد که در ابتدا بسیار مؤثر بود، اما پس از مدتی خرگوش‌ها نسبت به آن مقاوم شدند. در سال ۲۰۱۸، گونه جدیدی از این ویروس منتشر شد که امید می‌رود بتواند ۴۰ درصد از جمعیت خرگوش‌ها را از بین ببرد. اگرچه این اقدام مورد انتقاد فعالان حقوق حیوانات قرار گرفته است، اما کشاورزان از آن استقبال کرده‌اند.
کشاورزی و دامداری در نیوزیلند مسئول تولید تقریباً نیمی از گازهای گلخانه‌ای این کشور هستند. این گازها عمدتاً متان و اکسید نیتروژن هستند که از طریق فعالیت‌های کشاورزی و دامداری تولید می‌شوند. افزایش دی‌اکسید کربن در جو، به رشد سریع‌تر گیاهان کمک می‌کند، اما تغییرات آب و هوایی در درازمدت می‌تواند با افزایش سیل و خشکسالی، کشاورزان را تهدید کند. به عنوان مثال، پرورش‌دهندگان کیوی در سال‌های اخیر به دلیل زمستان‌های گرم و خشکسالی با مشکلاتی مواجه شده‌اند، اما صنعت لبنیات توانسته است خود را با تغییرات آب و هوایی سازگار کند.

## خطرات طبیعی
- سیل:سیل رایج‌ترین بلای طبیعی در نیوزیلند است. سامانه‌های آب‌وهوایی که باران سنگین می‌آورند، این کشور را فرا می‌گیرند. سکونتگاه‌ها معمولاً نزدیک به مناطق کوهستانی هستند که به دلیل اثر کوه‌نگاری، بارندگی بسیار بیشتری نسبت به مناطق کم ارتفاع دارند. جویبارهای کوهستانی که به رودخانه‌های اصلی می‌ریزند، به سرعت بالا می‌آیند و اغلب از کناره‌های خود سرریز می‌کنند و مزارع را با آب و گل و لای می‌پوشانند. نظارت دقیق، پیش‌بینی آب و هوا، خاکریزها، سدها و برنامه‌های جنگل‌کاری مجدد در مناطق کوهستانی، بدترین اثرات را کاهش داده است.
- زمین‌لرزه:

نیوزیلند سالانه حدود ۱۴۰۰۰ زمین‌لرزه را تجربه می‌کند، که برخی از آن‌ها بیش از ۷ ریشتر هستند. از سال ۲۰۱۰، چندین زمین‌لرزه بزرگ (M7، M6.3، M6.4، M6.2) و کم‌عمق (همه کمتر از ۷ کیلومتر) بلافاصله در زیر کرایست‌چرچ رخ داده است. این زمین‌لرزه‌ها منجر به ۱۸۵ کشته، تخریب گسترده ساختمان‌ها و روان‌گرایی قابل توجه خاک شده است. این زمین‌لرزه‌ها در نتیجه برخورد مداوم صفحه اقیانوس آرام با صفحه هند-استرالیا در غرب و شمال شهر، تنش توزیع شده در صفحه اقیانوس آرام را آزاد می‌کنند.
- فعالیت‌های آتشفشانی و سونامی:

فعالیت‌های آتشفشانی بیشتر در فلات آتشفشانی مرکزی جزیره شمالی رایج است. سونامی‌هایی که نیوزیلند را تحت تأثیر قرار می‌دهند با حلقه آتش اقیانوس آرام مرتبط هستند.
- خشکسالی و آتش‌سوزی:

خشکسالی‌ها منظم نیستند و عمدتاً در اوتاگو و دشت‌های کانتربری و کمتر در بیشتر جزیره شمالی بین ژانویه و آوریل رخ می‌دهند. آتش‌سوزی جنگل‌ها قبل از ورود انسان به نیوزیلند نادر بود. در طول فصل تابستان مشخص، روشن کردن آتش در فضای باز در زمین‌های حفاظتی عمومی ممنوع است.

## محیط زیست و بوم‌شناسی

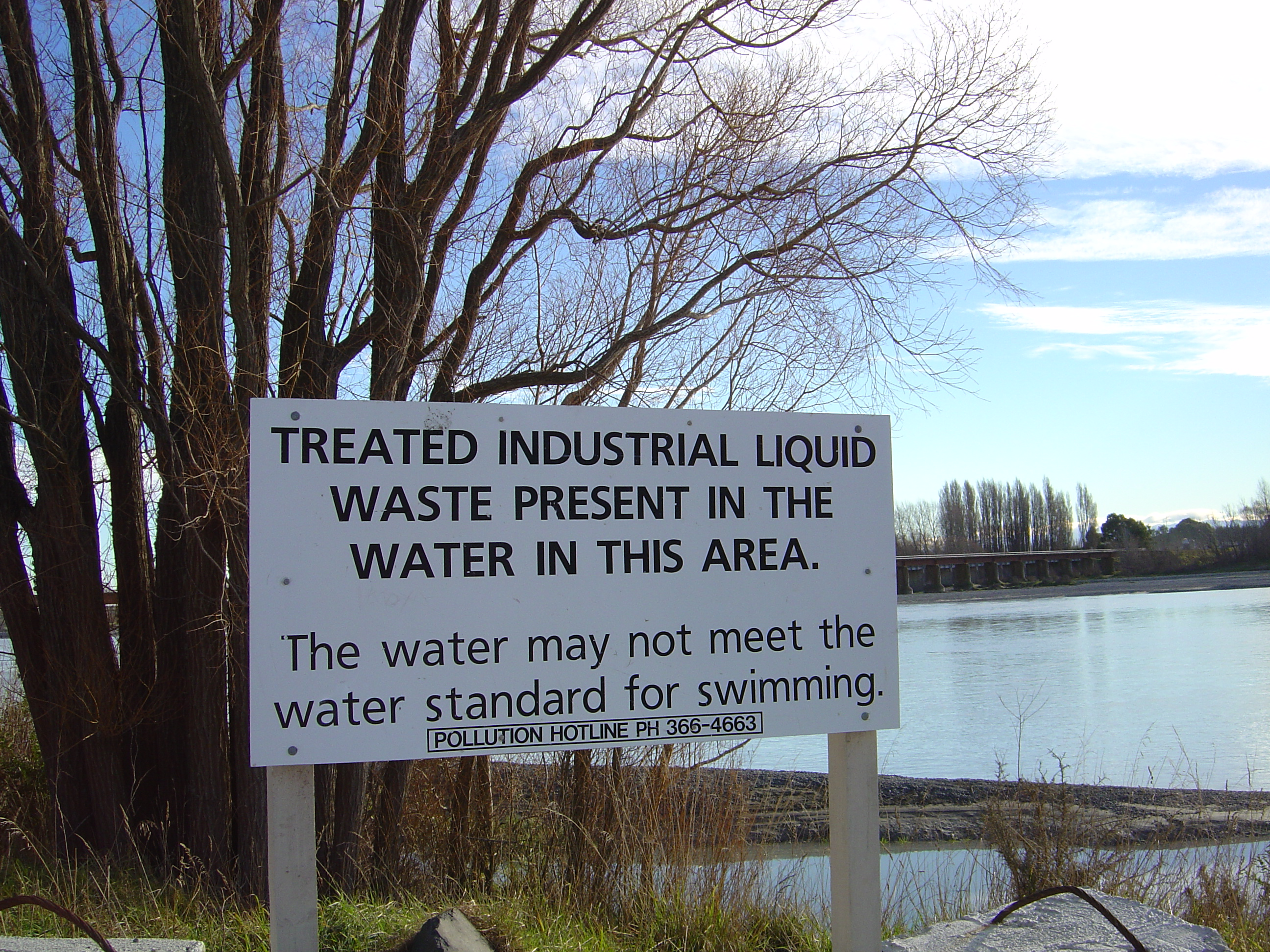
تابلوی آلودگی آب در رودخانه وایماکاریری

نیوزیلند به دلیل انزوای جغرافیایی ۸۰ میلیون سالهٔ خود، دارای گونه‌های گیاهی و جانوری منحصربه‌فردی است. جنگل‌های بومی این کشور با درختان همیشه سبز مانند کائوری و راش جنوبی پوشیده شده‌اند. همچنین، پرندگان متنوعی در نیوزیلند زندگی می‌کنند که برخی از آن‌ها مانند کیوی، کاکاپو، تاکاهه و مرغ بیشه (وکا) قادر به پرواز نیستند. ورود انسان‌ها به این جزیره و همراه داشتن حیواناتی مانند سگ، موش، گربه و … باعث انقراض بسیاری از گونه‌های بومی، از جمله پرنده موآی غول‌پیکر، شده است. امروزه، گونه‌های مهاجم همچنان تهدیدی جدی برای گیاهان و جانوران بومی نیوزیلند هستند، اما فعالان محیط زیست در این کشور روش‌های نوآورانه‌ای را برای حفاظت از حیات وحش در معرض خطر به کار گرفته‌اند.
حدود نیمی از جنگل‌های نیوزیلند پس از ورود انسان‌ها و به دلیل آتش‌سوزی از بین رفته است. بخش زیادی از جنگل‌های باقی‌مانده نیز پس از ورود اروپایی‌ها برای ایجاد زمین‌های کشاورزی و دامداری قطع شده‌اند، به‌طوری که اکنون تنها ۲۳ درصد از مساحت نیوزیلند را جنگل‌ها تشکیل می‌دهند.
آلودگی، به‌ویژه آلودگی آب، یکی از مهم‌ترین مشکلات زیست‌محیطی نیوزیلند است. کشاورزی، نیروگاه‌های آبی، توسعه شهری، گونه‌های مهاجم و تغییرات آب‌وهوایی، کیفیت آب شیرین را تهدید می‌کنند. با وجود این، بخش زیادی از زباله‌های خانگی و صنعتی در نیوزیلند فیلتر و گاهی بازیافت می‌شوند.
برخی از مناطق زمین، دریا، رودخانه‌ها یا دریاچه‌ها به موجب قانون محافظت می‌شوند، بنابراین گیاهان، جانوران، اشکال زمین و سایر ویژگی‌های متمایز آن‌ها از آسیب در امان هستند. نیوزیلند دارای سه مکان میراث جهانی، ۱۳ پارک ملی، ۳۴ منطقه حفاظت‌شده دریایی و هزاران منطقه حفاظت‌شده طبیعی، تاریخی، تفریحی و… است. سازمان حفاظت از محیط زیست (DOC) مسئول مدیریت ۸٫۵ میلیون هکتار زمین عمومی (تقریباً ۳۰٪ از کل مساحت زمین نیوزیلند) است.

## فرهنگ عامه
چشم‌انداز متنوع نیوزیلند در برنامه‌های تلویزیونی مانند «هرکول: سفرهای افسانه‌ای» و «زینا: شاهدخت جنگجو» ظاهر شده است. تعداد فزاینده‌ای از فیلم‌های بلند به خاطر مناظر نیوزیلند، از جمله «ارباب حلقه‌ها»، در این کشور فیلمبرداری شده‌اند.
نیوزیلند اغلب به اشتباه از نقشه‌های جهان حذف می‌شود. انزوای جغرافیایی فیزیکی کشور، اندازه نسبتاً کوچک (در مقایسه با استرالیا) و موقعیت آن در پایین سمت راست بسیاری از نقشه‌ها مانند سیستم تصویر مرکاتور از دلایل این موضوع هستند. این پدیده به‌طور گسترده مورد توجه قرار گرفته و یک جامعه ردیت اختصاصی دارد.